# Phaedon purpureus
Phaedon purpureus är en skalbaggsart som först beskrevs av Linell 1898.  Phaedon purpureus ingår i släktet Phaedon och familjen bladbaggar. Inga underarter finns listade i Catalogue of Life.